# Конрад VI Декан
Конрад VI Декан (пол. Konrad VI Dziekan (oleśnicki), нем. Konrad VI. von Oels; 1387/1391 — 3 сентября 1427), князь Олесницкий, Козленский, Бытомский и Сцинавский (1416—1427, с братьями), декан (управляющий епархиальным округом) во Вроцлаве (с 1414 года).

## Биография
Представитель силезской линии польской династии Пястов. Третий сын Конрада III Старого (1354/1359 — 1412), князя олесницкого (1403—1412), и Гуты, чье происхождение неизвестно. Так же, как и его два старших (Конрад IV Старший, Конрад V Кацкий) и два младших (Конрад VII Белый, Конрад VIII Младший) брата, при крещении князь получил имя Конрад, что было характерно для этой линии Пястов.
В 1412 году после смерти Конрада III Старого его владения унаследовали старшие сыновья Конрад IV Старший и Конрад V Кацкий (действуя также от имени своих младших братьев Конрада VI Декана, Конрада VII Белого и Конрада VIII Младшего). Чтобы избежать дробления своих владений, Конрад VI, как и его старший брат Конрад IV Старший, избрал духовную карьеру, но не отказался от общественной жизни. Основным мотивом для его карьеры было желание добиться большего политического влияния в Силезии.
Так же, как у Конрада IV, церковная карьера Конрада VI развивалась стремительно. В 1413 году он был каноником Вроцлавского капитула и схоластиком в Глогуве, а спустя год при содействии епископа вроцлавского, князя Вацлава Легницкого, был назначен деканом во Вроцлаве.
В 1416 году, в связи с тем, что все сыновья Конрада III достигли совершеннолетия, состоялся первый раздел Олесницкого княжества. В разделе также приняли участие князья, которые избрали духовную карьеру. Подробности раздела отцовского княжества не известны (за исключением удела старшего из братьев). Из анализа титулатуры Конрада VI и места выдачи документов можно предположить, что он непосредственно владел Сцинавой, Волувом и Любёнжем. Это раздел, однако, был только формальным, так как ни один из братьев не мог продать или заложить свой удел без разрешения остальных братьев.
Несмотря на перспективную духовную карьеру, до наших дней сохранилась, в основном, информация о светской деятельности Конрада. Более того, в 1420-х годах князь Конрад Декан ввязался в длительный спор из-за недвижимости с аббатом цистерцианского аббатства в Любёнже, в результате которого даже оказался даже отлученным от церкви. Спор завершился только в результате вмешательства папы римского Мартина V.
Конрад VI Декан неожиданно скончался 3 сентября 1427 года, и был похоронен в цистерцианском аббатстве в Любёнже.